# WAKE YOU UP/雨の日には 雨の中を 風の日には 風の中を/Marvelous
『WAKE YOU UP/雨の日には 雨の中を 風の日には 風の中を/Marvelous』（ウェイク・ユー・アップ / あめのひには あめのなかを かぜのひには かぜのなかを / マーベラス）は、島谷ひとみの28枚目のシングル。2008年6月25日発売。avex traxよりリリースされた。

## 解説
- 『WAKE YOU UP/雨の日には 雨の中を 風の日には 風の中を/Marvelous』
- 『雨の日には 雨の中を 風の日には 風の中を』

の2タイトルでの発売となり、それぞれ収録内容も異なる。

### WAKE YOU UP/雨の日には 雨の中を 風の日には 風の中を/Marvelous
- 初のトリプルA面シングル。
- 「CD＋DVD」での発売。
- 2008年7月にリリースされたアルバム『Flare』からの先行シングルカット曲で、3曲共に収録されている。
- 「Marvelous」は、前年の「Neva Eva」に引き続き、日本テレビのレスリング中継イメージソングとなった。

### 雨の日には 雨の中を 風の日には 風の中を
- 相田みつをの詩に曲を付けた楽曲。相田の詩が曲になるのは、本曲が初めてである。作曲家のAKIHITOと、相田の息子で相田みつを美術館館長である相田一人が、この楽曲にふさわしい人物としてエイベックスと協議の上、島谷を指名した。
- 相田みつをトリビュート企画シングルで、「島谷ひとみ×相田みつを」名義での発売である。ジャケットには相田の「雨の日には…」を使用している。相田みつを美術館でも販売されている。
- 「CDのみ」での発売である。
- カップリングの「雨音 -雨の日には雨の中を 前夜-」は、アンサーソングで、相田一人が作詞している。

## 収録曲

### WAKE YOU UP/雨の日には 雨の中を 風の日には 風の中を/Marvelous (CD＋DVD)

#### CD
1. WAKE YOU UP [3:59]
  - 作詞：古屋真、作曲・編曲：笹本安詞
  - テレビ東京系特撮ドラマ『ケータイ捜査官7』オープニングテーマ
2. 雨の日には 雨の中を 風の日には 風の中を [5:00]
  - 詩：相田みつを、作曲：AKIHITO、監修：相田みつを美術館
  - テレビ東京系特撮ドラマ『ケータイ捜査官7』挿入歌（第30話のみ）
3. Marvelous [4:02]
  - 作詞：六ツ見純代、作曲・編曲：コモリタミノル
  - 日本テレビ系『レスリング中継2008』イメージソング

#### DVD
1. WAKE YOU UP（ワンコーラス）
2. 雨の日には 雨の中を 風の日には 風の中を
3. Marvelous（ワンコーラス）

### 雨の日には 雨の中を 風の日には 風の中を (CD)
1. 雨の日には 雨の中を 風の日には 風の中を
2. 雨音 -雨の日には雨の中を 前夜- [4:32]
  - 作詞：KAZUHITO、作曲・編曲：AKIHITO
3. 雨の日には 雨の中を 風の日には 風の中を feat.GooF from SOFFet 〈SMOOTH RAP version〉
4. 雨の日には 雨の中を 風の日には 風の中を (Instrumental)
5. 雨音 -雨の日には雨の中を 前夜- (Instrumental)